# 北斗晶の戦う力こぶ〜鬼嫁相談室〜
北斗晶の戦う力こぶ〜鬼嫁相談室〜（ほくとあきらのたたかうちからこぶ〜おによめそうだんしつ〜）は、アール・エフ・ラジオ日本ならびにAM岐阜ラジオ（ぎふチャン）で2007年6月26日まで放送されていたラジオ番組である。

## 放送時間
- 火曜日　21:00～21:30（RF、GBS共に同じ時間）

## 出演者
- 北斗晶
- 佐藤一司（ラジオ日本アナウンサー）
- 週替わりゲスト

## Webコンテンツ
毎週、北斗と佐藤アナとゲストの写真が掲載されていた。